# 卡恩诺德
卡恩诺德（Kannod），是印度中央邦德瓦斯县的一个城镇。总人口15165（2001年）。

## 人口
该地2001年总人口15165人，其中男性7813人，女性7352人；0—6岁人口2308人，其中男1208人，女1100人；识字率62.68%，其中男性为72.25%，女性为52.52%。